# Cimetière Notre-Dame de Versailles
Le cimetière Notre-Dame est l'un des quatre cimetières de la ville de Versailles (département des Yvelines), situé non loin du château de Versailles. Il a été fondé par la paroisse du même nom en 1777 et s'étend sur trois hectares. 

## Histoire et origine du nom
Le cimetière tire son nom de l'église de la paroisse (et du quartier) Notre-Dame. Cette dernière, débutée en 1684 et achevée en 1686, remplace l'église Saint-Julien de Brioude, détruite en 1679, lieu de culte initial du hameau de Versailles.
Créé en 1679 rue de la Paroisse, et originellement dénommé « cimetière Saint-Louis », il fut transféré en 1777  à son actuel emplacement, à l'occasion du comblement de l'étang de Clagny, dont le château est détruit en 1736. 
La « Déclaration du roi concernant les inhumations », du 10 mars 1776 marque l'interdiction de principe, en France, des sépultures près des lieux de culte et des habitations.
Par un arrêt du Conseil du roi du 2 mars 1777, Louis XVI accorde un terrain récemment asséché, prélevé sur la plaine de Glatigny. Il décide également de la création d'une nouvelle rue, alors dénommée rue Saint-Lazare (initialement : rue La Bruyère) reliant la rue de la Paroisse et le boulevard de la Reine, entre le boulevard du Roi et la rue Neuve Notre-Dame.
Versailles est alors l'une des premières villes à écarter les cimetières de son espace urbain.
Le cimetière est étendu à deux reprises, en 1845 puis en 1854. Il fait l'objet d'un arrêt du Conseil d'État, en 1880. Le principe des concessions est posé en 1897 et confirmé par un arrêté municipal du 26 novembre 1954. 
L'ossuaire est créé en 1986.
Le cimetière comprend des sépultures aristocratiques, d'anciennes familles de Versailles ou encore, de membres de congrégations religieuses, ainsi que des tombeaux de personnalités dont beaucoup sont dignes d'intérêt artistique ou historique. S'y trouve également un enclos militaire de soldats de l'armée prussienne tombés pendant la guerre de 1870.
C'est ainsi le plus ancien des quatre cimetières de la ville.

## Situation géographique
L'emprise se trouve au nord de la ville à la limite de la commune limitrophe du Chesnay. Le seul accès au cimetière se fait par le 15 de la rue des Missionnaires, sur le territoire de la commune de Versailles. Le cimetière est bordé au nord par la rue du Colonel de Bange, laquelle ne permet donc pas d'y accéder. 
La place de la Loi est toute proche, au nord-ouest. 
À l'est, le cimetière est bordé par un ensemble de bâtiments administratifs, dont un groupe scolaire de maternelle et de primaire.
Le château de Versailles est distant d'environ huit cents mètres, par la rue des Réservoirs.

## Personnalités inhumées

### Inhumées  avant 1800
- Charles Gravier de Vergennes (1719-1787), ministre des Affaires étrangères de Louis XVI a eu sa tombe profanée à la Révolution française[7]. Le monument est à présent exposé à l'église Notre-Dame de Versailles[7].

### Inhumées avant 1900
- Armand Blanquet du Chayla (1759-1826), officier de marine français, Vice-amiral,
- Pierre Bodelin (1764-1828), général français de la Révolution et de l’Empire,
- Georges Frédéric Dentzel (1755-1828), pasteur luthérien (aumônier d'un régiment du corps expéditionnaire de Rochambeau pendant la guerre d'indépendance américaine), puis homme politique français (député à la Convention nationale) et officier de l'armée française (maréchal de camp), titré baron par Napoléon Ier,
- Charles Clausse (1768-1831), juge puis notaire, maire de Versailles de 1830 à sa mort, dans sa propriété familiale du Domaine de Montreuil le 10 septembre 1831[8],
- Jean-François Lorta (1752-1837), sculpteur dont la sépulture porte la mention « Statuaire du roi »,
- Baron Étienne d'Hastrel de Rivedoux (1766-1846), général français de la Révolution et de l’Empire, gouverneur de Hambourg,
- Antoine Emile Millet (1819-1851), peintre[réf. nécessaire],
- Jean-François Joseph Lecointe (1783-1858), architecte des rois Louis XVIII et Charles X,
- André Jules François de Martineng (1776-1860), marin d'Empire,  contre-amiral[9], commandant la frégate Le Muiron à la bataille d'Algésiras[Laquelle ?][10], Préfet maritime de Toulon lors de l'expédition d'Alger,
- Frédéric Nepveu (1777-1862), l'un des architectes du château de Versailles,
- Marcelin Bontoux (1810-1864), agrégé et professeur de philosophie[11],
- Jean-François Lambinet (1783-1864), marchand de drap et maire de Versailles. Sur sa tombe est inscrit : Il eut le courage d'être Maire de Versailles en 1848 ; son fils, Victor Lambinet (1813-1894) avocat dont l'hôtel particulier est l'un des musées de Versailles, repose également au cimetière Notre-Dame,
- Andrés de Santa Cruz (1792-1865), président du Pérou et de la Bolivie. Ses cendres ont été rapatriées en Bolivie en 1965,
- Jeanne Potot-Commarmond (1779-1866), dite Jenny, seconde épouse d'André-Marie Ampère[12],
- Claude-Joseph-Brandelys Green de Saint-Marsault (1807-1866), sénateur et préfet,
- Émile Deschamps (1791-1871), poète. Sa tombe est anonyme avec la seule inscription: « ci-gît un poète »,
- soldats prussiens avec deux officiers, (1871), rassemblés dans un carré militaire avec dix-huit soldats français,
- Joseph Adrien Le Roi (1797-1875), médecin et bibliothécaire,
- Ovide Rémilly[13], (1800-1875), avocat, longtemps maire de Versailles, a fait élever la statue du général Hoche sur la place versaillaise du même nom, en souvenir de l'amitié de celui-ci pour son père[14],
- Paul Mathieu Laurent, dit Laurent de l'Ardèche (1793-1877), avocat et homme politique,
- Comte Auguste Malher (1800-1878), préfet de la Moselle[15],
- Jules Favre (1809-1880), avocat, ministre des Affaires étrangères de la IIIe République,
- Albert Joly (1844-1880), avocat, député et humaniste[16],
- Jean-Baptiste Verchère de Reffye (1821-1880), polytechnicien, général, artilleur et inventeur, notamment de la mitrailleuse qui porte son nom,
- Edmé Pierre Ploix (1709-1880), avocat, maire de Versailles[17],
- Édouard Louis Dubufe (1819-1883), peintre, beau-frère de Gounod,
- Louis Noguet (1835-1883), architecte et premier grand prix de Rome en 1865 (ex-aequo)[18],
- Édouard Bertrand (1836-1885), fondateur de l'école industrielle de Versailles[réf. nécessaire],
- Alexandrine-Nathalie de Woyda, "générale de Pankratieff" (1819-1886), veuve du général russe Nicias de Pankratieff,
- Lucien Richard de Jouvance (1851-1886), architecte[réf. nécessaire].
- Edmé Pierre Cougny (1818-1889), professeur de rhétorique et de philosophie au lycée de Versailles, au lycée Henri IV puis au lycée Saint-Louis, helléniste et inspecteur d'académie[19],
- Félix Antoine Appert (1817-1891), général,
- Ernest Saintin (1848-1892), architecte,
- Michel Peter (1824-1893), membre de l'Académie de médecine, médecin et professeur,
- Charles Eugène Durand de Villers (1815-1893), général Français
- Edme Frémy, (1814-1894), chimiste, directeur du Muséum national d'histoire naturelle de Paris à partir de 1879,
- Paul Philip William de Cardon, baron de Sandrans (1818-1894), avocat[20], préfet de départements entre 1871 et 1877[21],
- Henri Lafontaine (1824-1898), acteur et sociétaire de la Comédie-Française, avec son épouse Victoria Lafontaine,
- Adrien Joseph Jean Loir (1816-1899)[22], doyen de la faculté des sciences de Lyon, père d'Adrien Loir,
- Victor-Athanase Gendrin, commerçant versaillais, explorateur, ruiné en Amérique[23] (né en 1793, mort le 20 mai 1868 à Versailles).

### Inhumées avant 2000
| Prénom              | Nom                                | Naissance | Mort | Profession | Emplacement | Photo                       |
| ------------------- | ---------------------------------- | --------- | ---- | --- | ----------- | --------------------------- |
| Gustave             | Heuzé                              | 1816      | 1907 | agronome | Canton      | (photo)                     |
| Léopold             | Villette                           | 1822      | 1907 | général | Canton      | (photo)                     |
| Joseph Alexandre    | Saint-Yves d’Alveydre              | 1842      | 1909 | écrivain (1842-1909), inventeur de l'archéomètre, moyen de mesure et d'évaluation des systèmes philosophiques | Canton H    |                             |
| Louis-Henri         | Baillet dit Baillet-Réviron        | 1851      | 1913 | maire de Versailles | Canton      | (photo)                     |
| Charles Louis Henri | Labouchère                         | 1919      | 2015 | capitaine, aviateur (1886-1917), commandant de l'escadrille SAL 10 | Canton      | (photo)                     |
| Maurice             | Vaucaire                           | 1863      | 1918 | chansonnier | Canton      | (photo)                     |
| Maurice             | Bizot                              | 1896      | 1925 | adjudant aviateur et as de l'aviation | Canton      | (photo)                     |
| Raymond             | de La Rocque                       | 1841      | 1926 | général | Canton      | (photo)                     |
| Lucien              | Rougerie                           | 1885      | 1929 | pilote, précurseur du vol sans visibilité | Canton      | (photo)                     |
| Sœur Marie-France   | Marcelle Lanchon                   | 1891      | 1933 | religieuse ayant relaté des apparitions en septembre 1914 | Canton      | - Tombe de Marcelle Lanchon |
| Gustave             | Dupin dit Ermenonville             | 1861      | 1933 | écrivain et pacifiste | Canton      | (photo)                     |
| Jeanne-Marie        | Petitjean de La Rosière, dit Delly | 1875      | 1947 | auteur de romans sentimentaux populaires | Canton      | (photo)                     |
| Frédéric            | Petitjean de La Rosière, dit Delly | 1876      | 1949 | auteur de romans sentimentaux populaires | Canton      | (photo)                     |
| ?                   | Chanay                             | 1888      | 1947 | colonel sa sépulture porte la mention de son fils, le commandant Henry Chanay (1913-1944), résistant et soldat de la France libre, fusillé par les Allemands le 18 juillet 1944 à Signes                               | Canton      | (photo)                     |
| Pipart              | Jean                               | 1898      | 1952 | Intendant général | Canton      | (photo)                     |
| Pipart              | Jean-Marie                         | 1926      | 1954 | sous-lieutenant mort au combat en Indochine française | Canton      | (photo)                     |
| Robert              | Altmayer                           | 1875      | 1959 | général de corps d'armée français, commandant la 10e armée française du 24 mai au 19 juin 1940 | Canton      | (photo)                     |
| André               | Mignot                             | 1915      | 1977 | maire de Versailles | Canton      | (photo)                     |
| André               | François-Poncet                    | 1887      | 1978 | ambassadeur, académicien | Canton      | (photo)                     |
| Henri               | de Penfentenyo de Kervéreguin      | 1870      | 1961 | capitaine de frégate, et l'un des fils d'Auguste de Penfentenyo | Canton      | (photo)                     |
| Loviton             | Jeanne dite Jean Voilier           | 1903      | 1996 | écrivaine et éditrice, dont la tombe porte simplement son prénom, aux côtés de ses parents, Ferdinand Loviton (1876-1942) et Denyse Pouchard (1876-1935), et de sa fille adoptive Mireille Fellous Loviton (1923-2020) | Canton      | (photo)                     |

### Inhumées avant 2020
| Prénom        | Nom     | Naissance | Mort | Profession | Emplacement | Photo   |
| ------------- | ------- | --------- | ---- | --- | ----------- | ------- |
| Jean-François | Chiappe | 1931      | 2001 | historien | Canton      | (photo) |
| Edmond        | Knaeps  | 1922      | 2006 | poète | Canton      | (photo) |
| Jacques       | Carrus  | 1929      | 2010 | l'un des inventeurs du tiercé                                                                                           | Canton      | (photo) |
| André         | Hodeir  | 1921      | 2011 | musicien, violoniste, compositeur                                                                                       | Canton      | (photo) |
| Paul          | Ibos    | 1919      | 2015 | officier aviateur notamment dans le groupe de bombardement Lorraine et résistant des Forces aériennes françaises libres | Canton      | (photo) |
| Jean-Pierre   | Jorris  | 1925      | 2017 | comédien et pensionnaire de la Comédie-Française,                                                                       | Canton      | (photo) |
| Jean-Yves     | Liénard | 1942      | 2018 | avocat | Canton      | (photo) |
| Philippe      | Boucher | 1941      | 2018 | journaliste, conseiller d'État                                                                                          | Canton      | (photo) |

## Illustrations

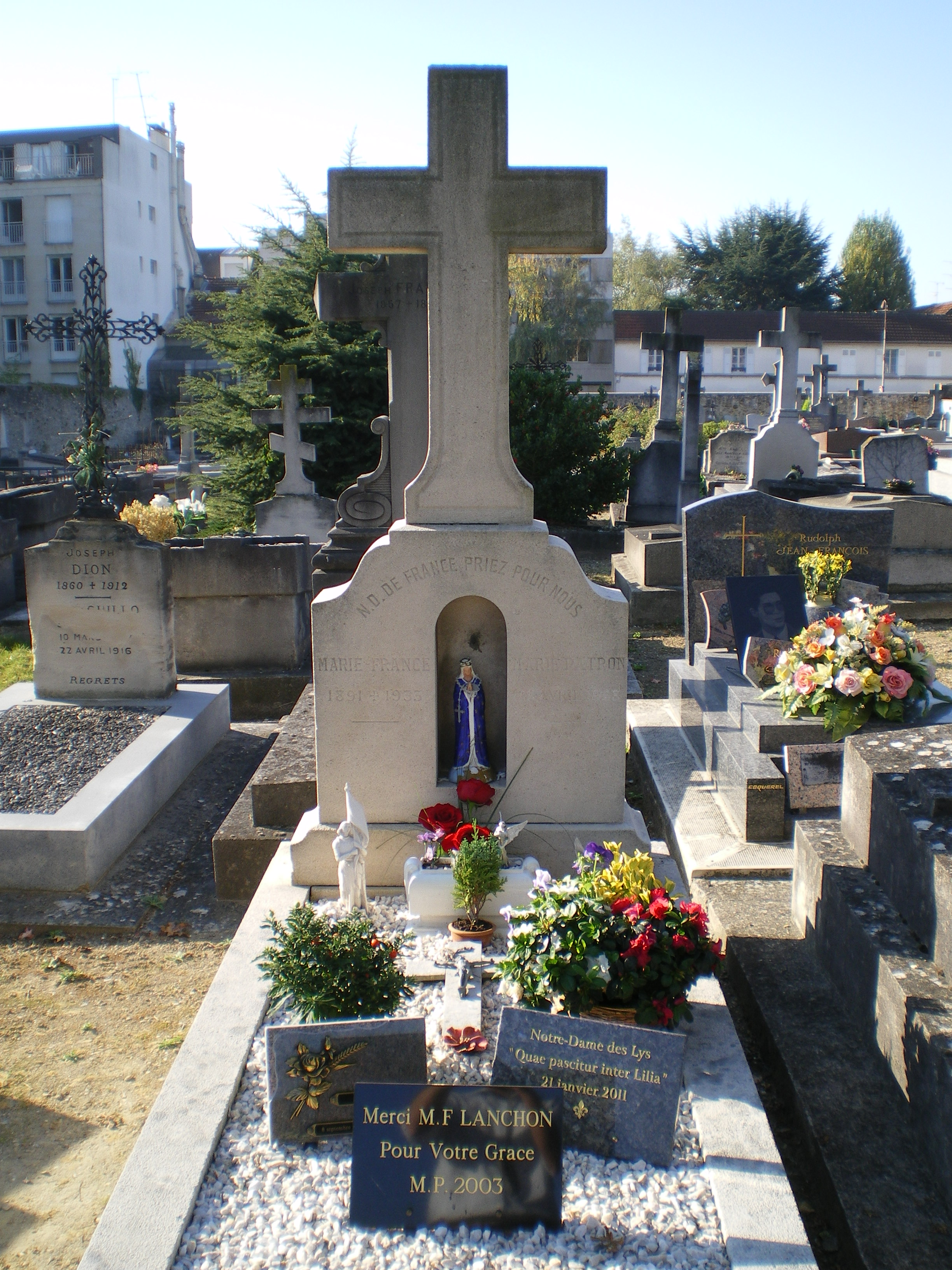
Tombe de Marcelle Lanchon.

## Particularité
Depuis 1986, un grand panneau présente la liste des concessions relevées : « Ossuaire contenant les restes mortels des concessions abandonnées ».

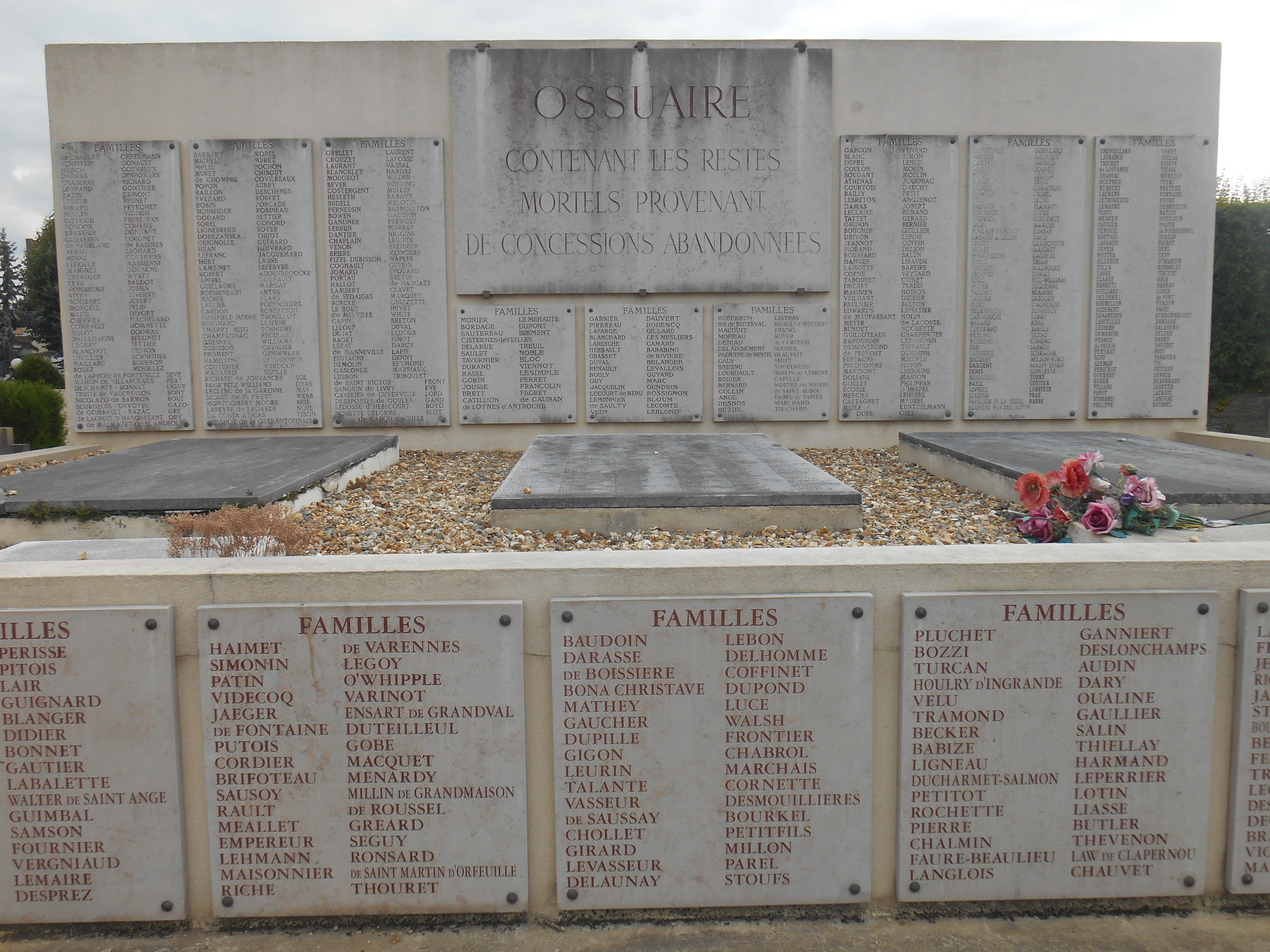
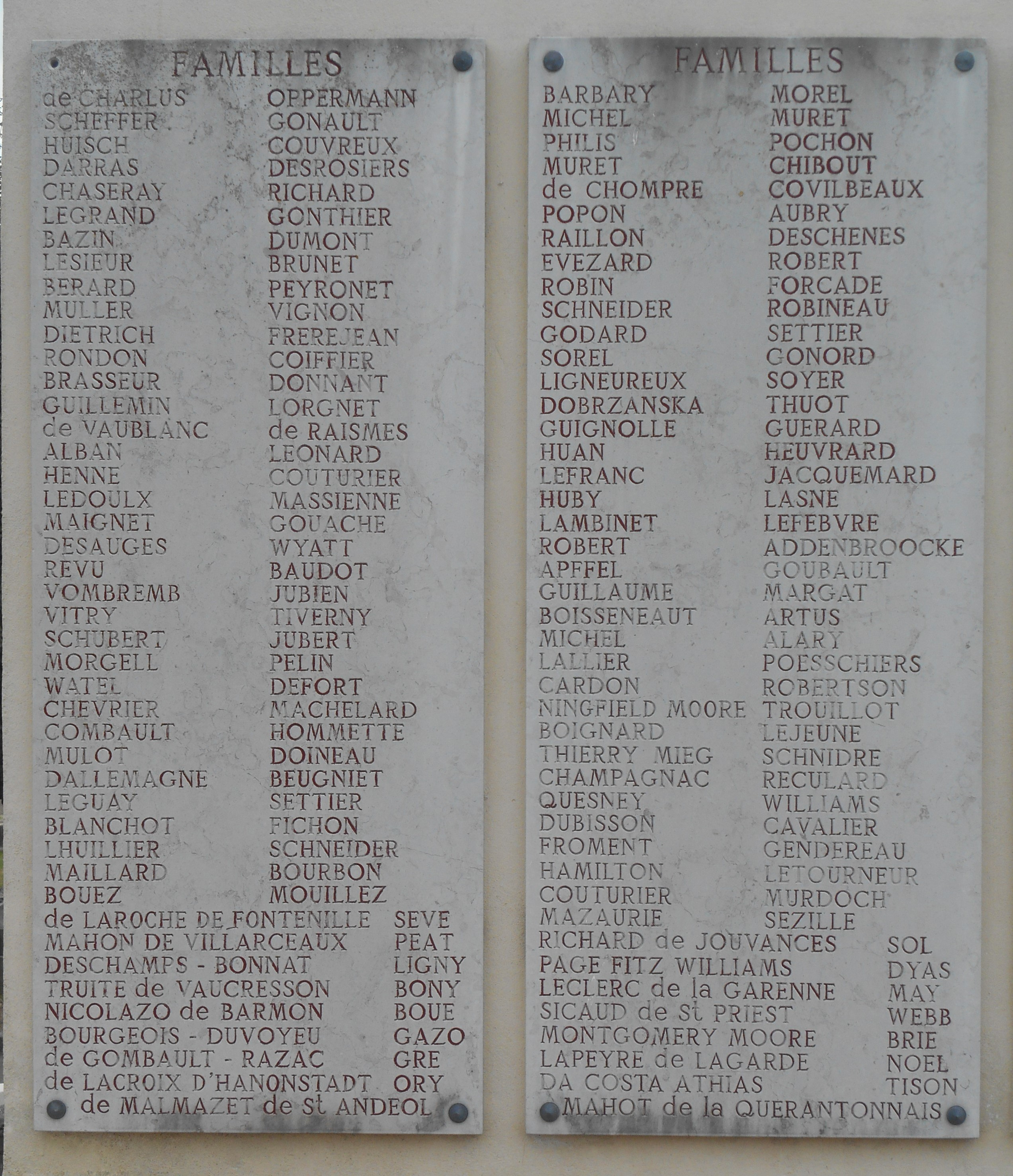
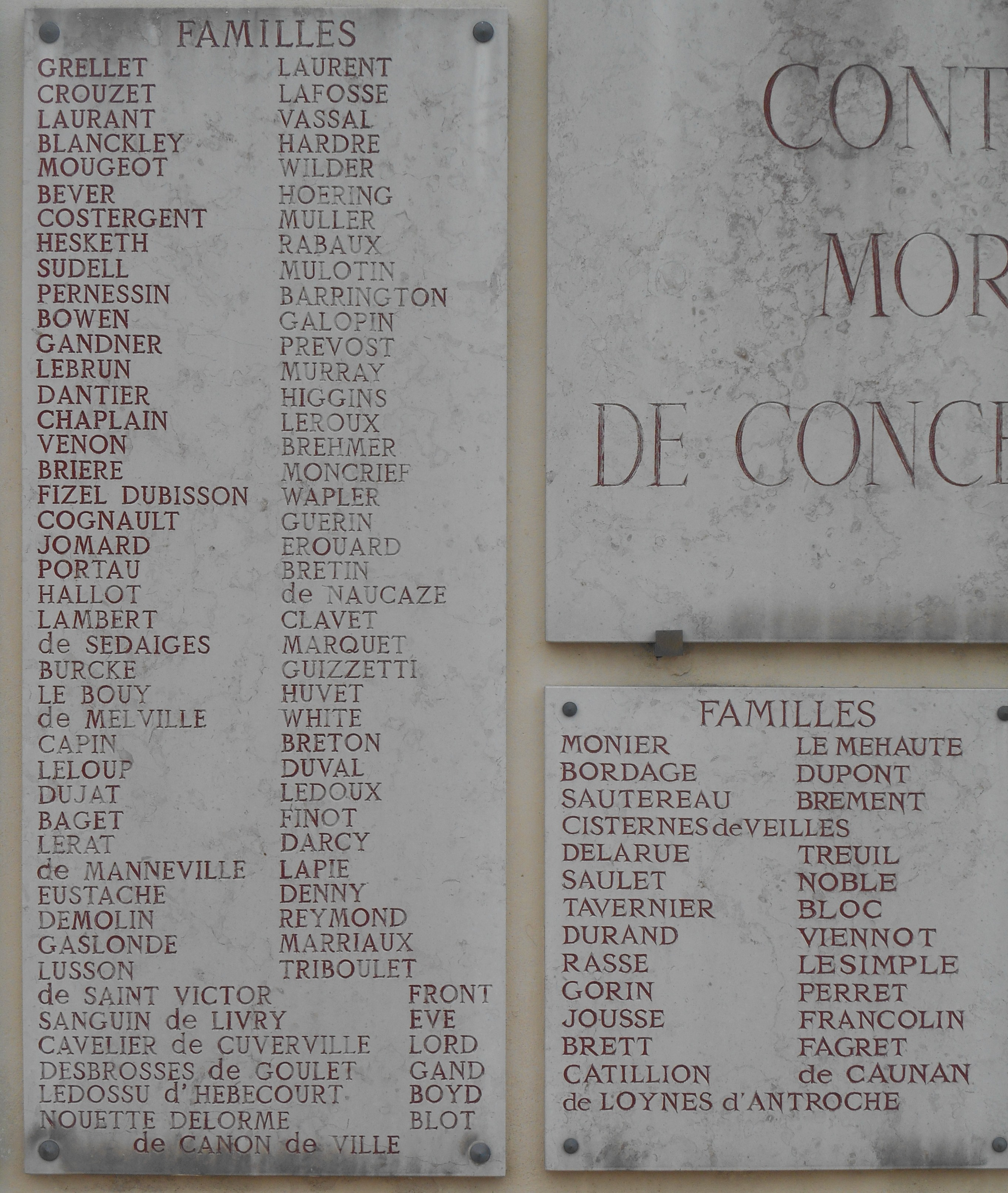
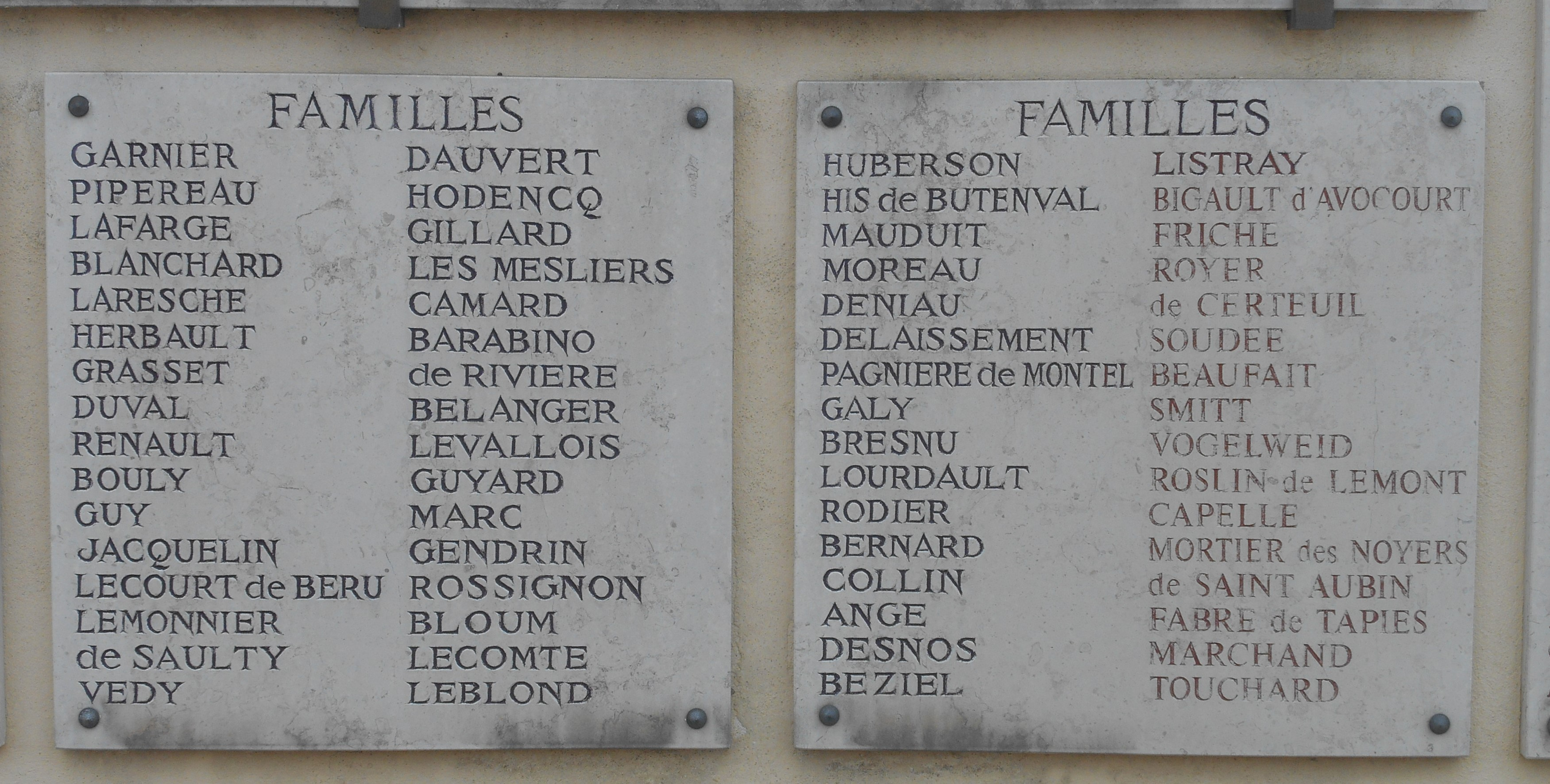
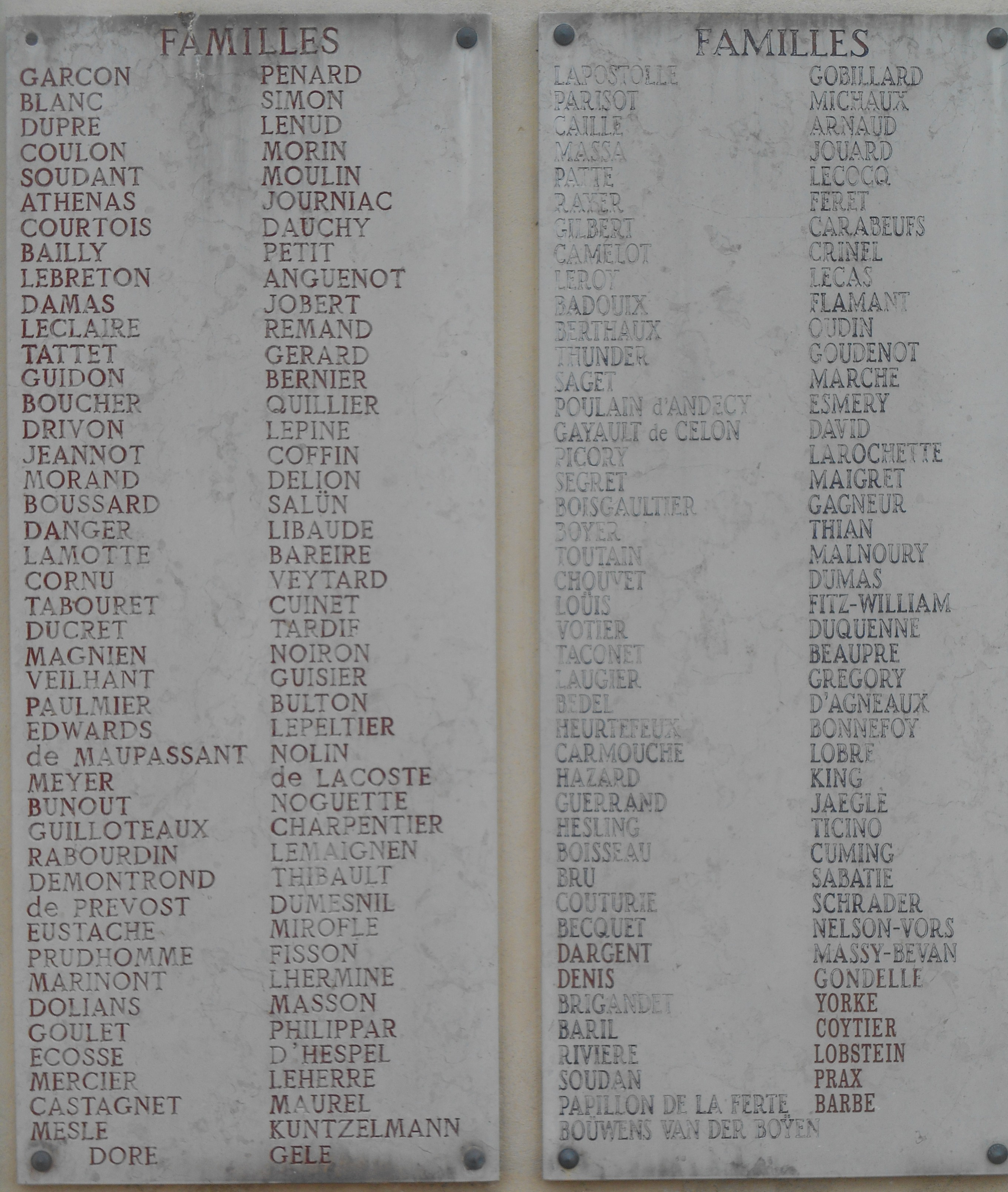
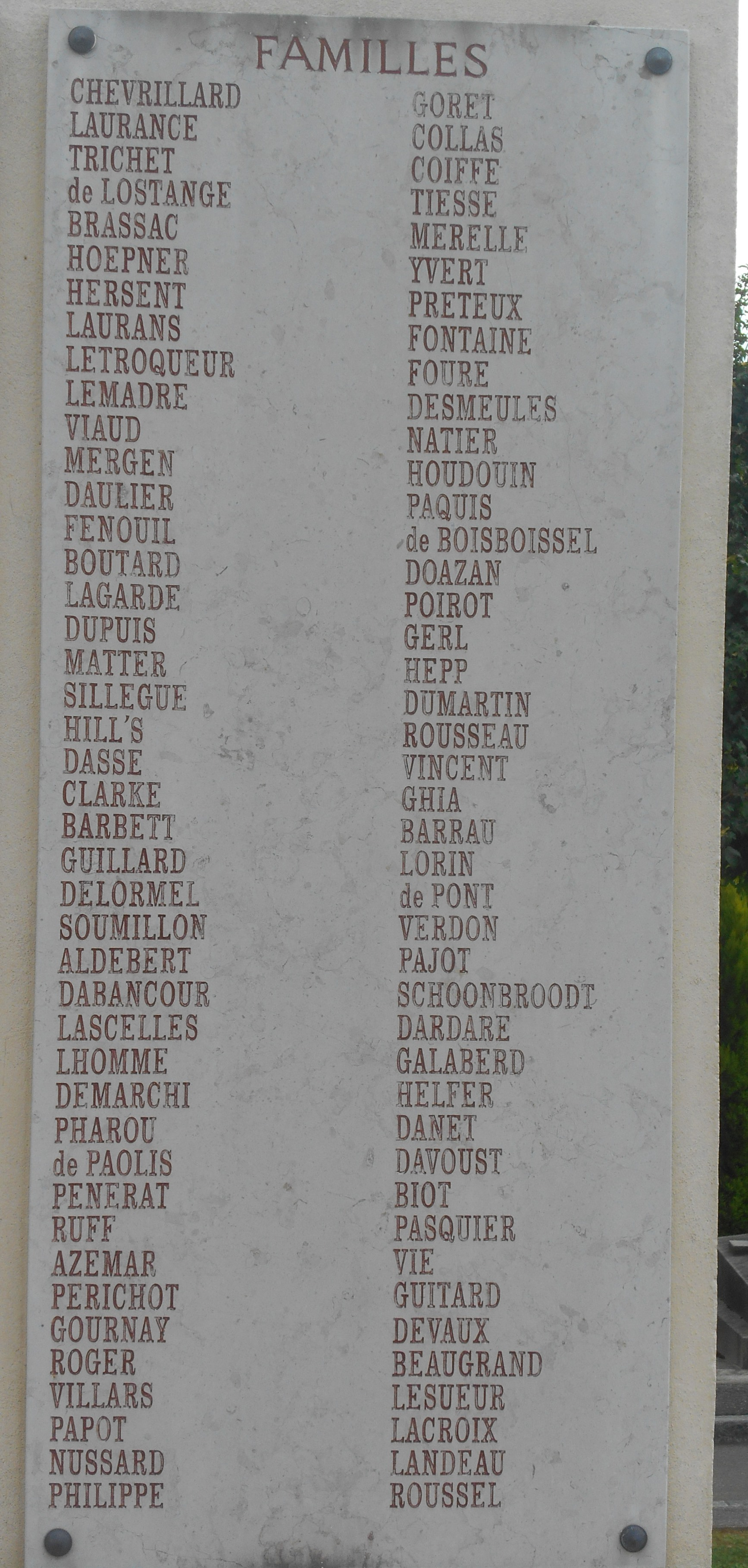
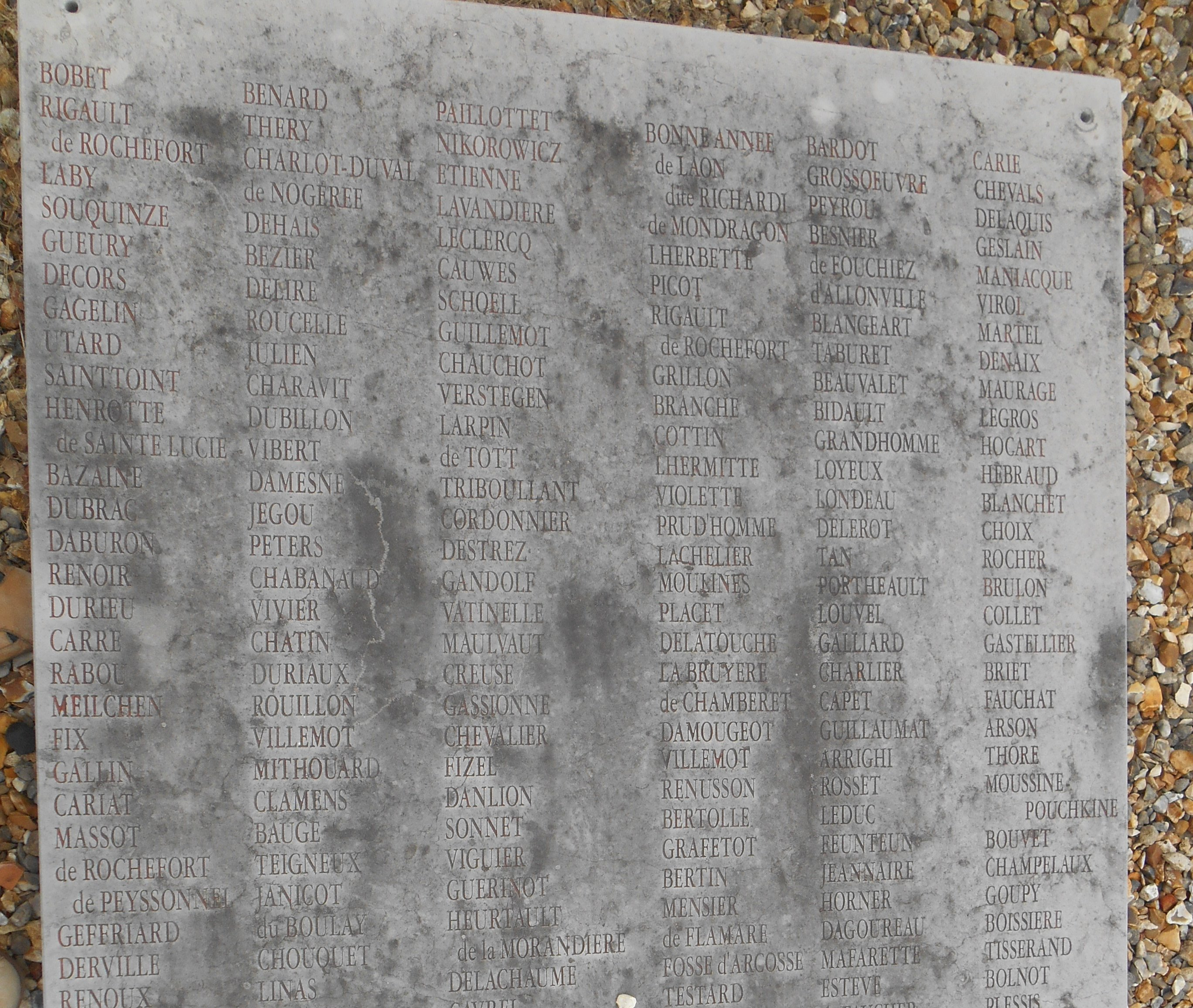
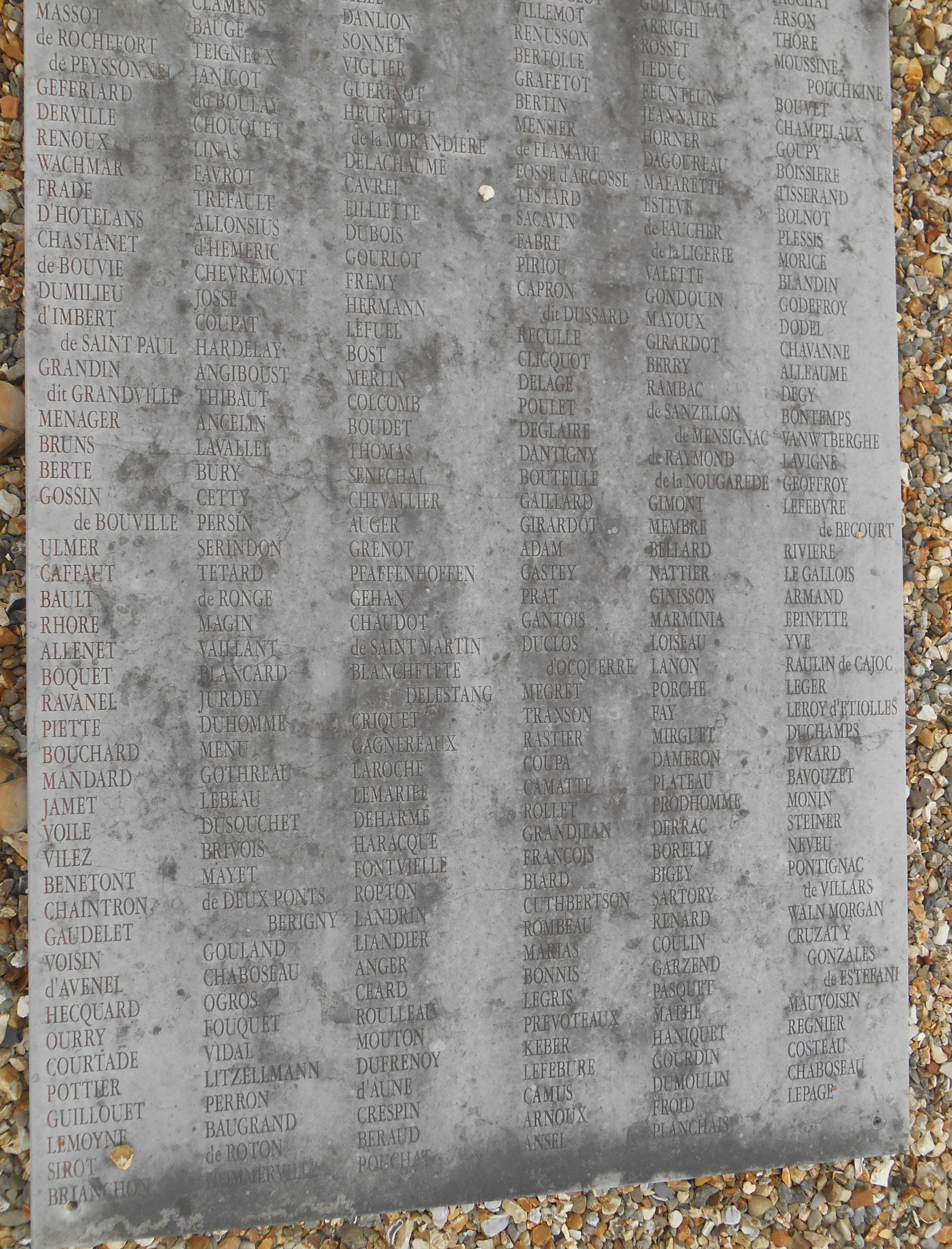
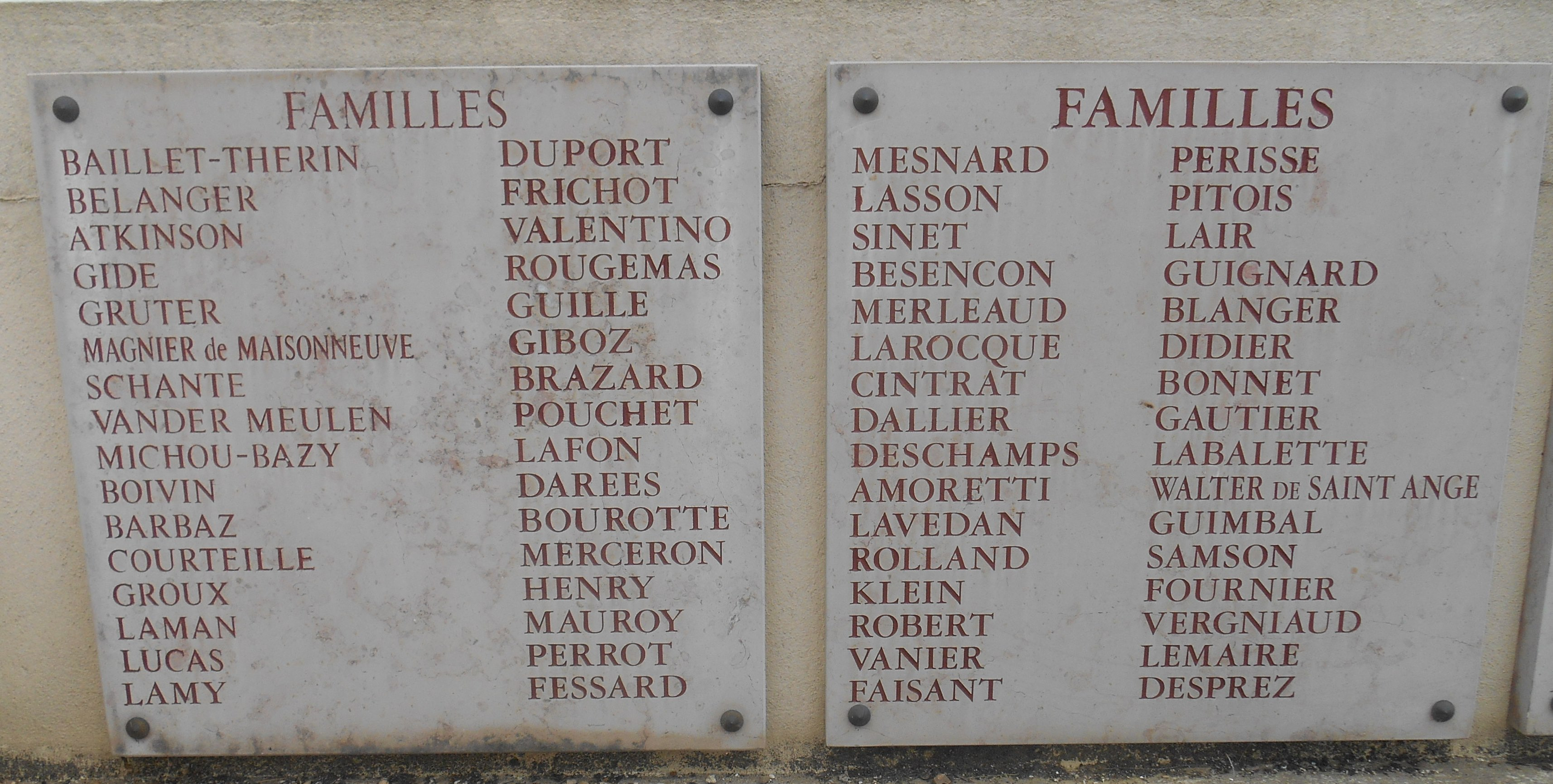
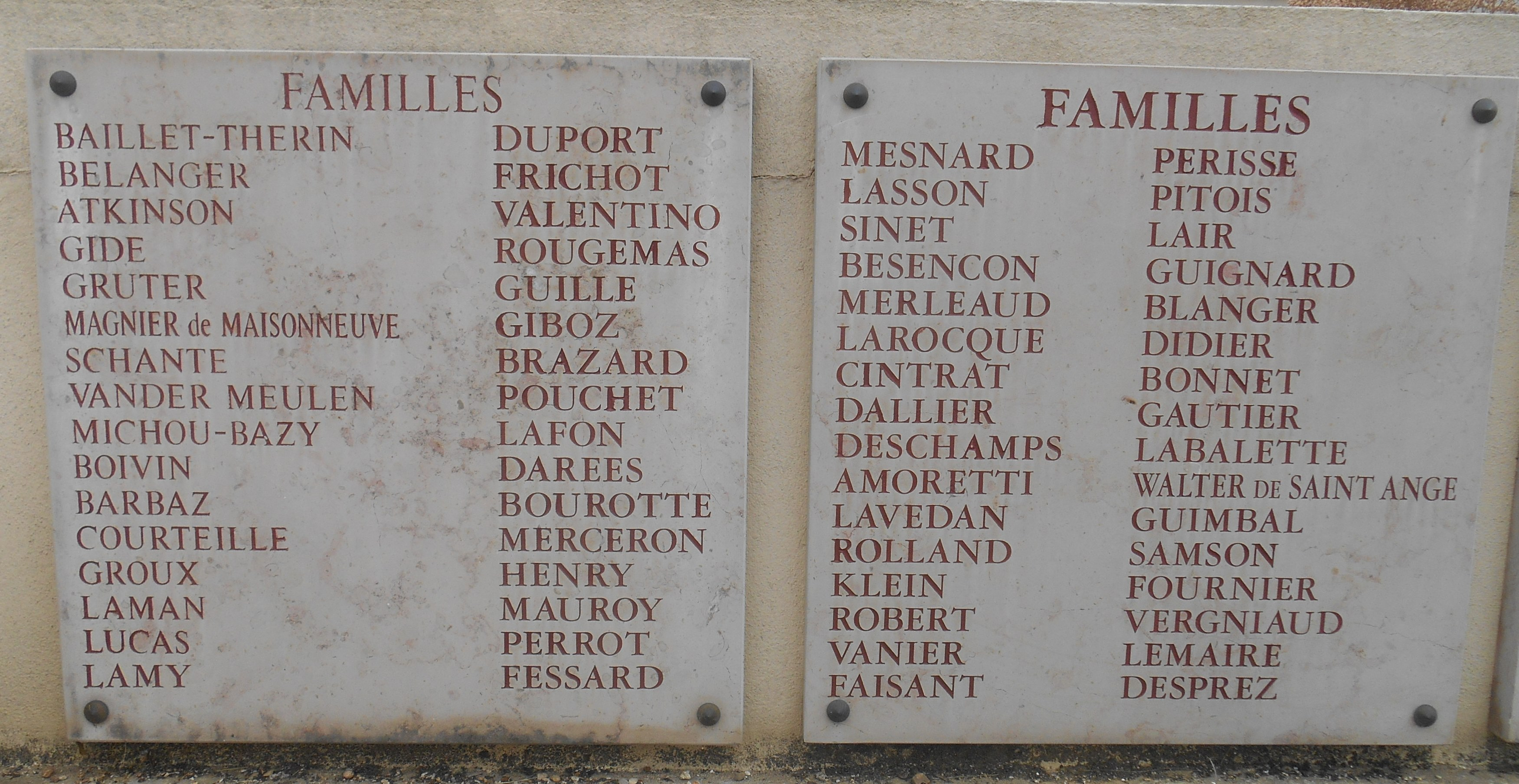
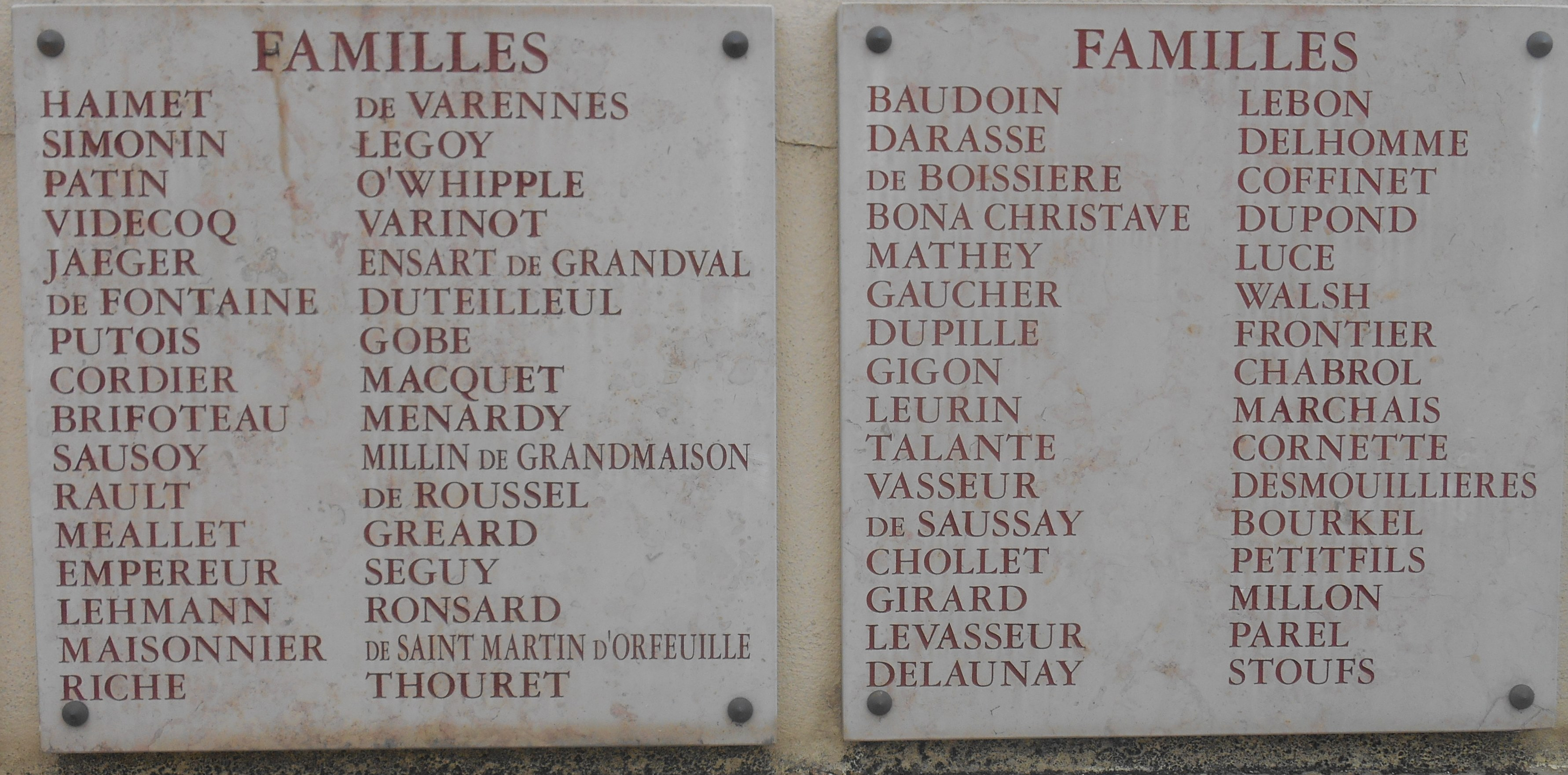
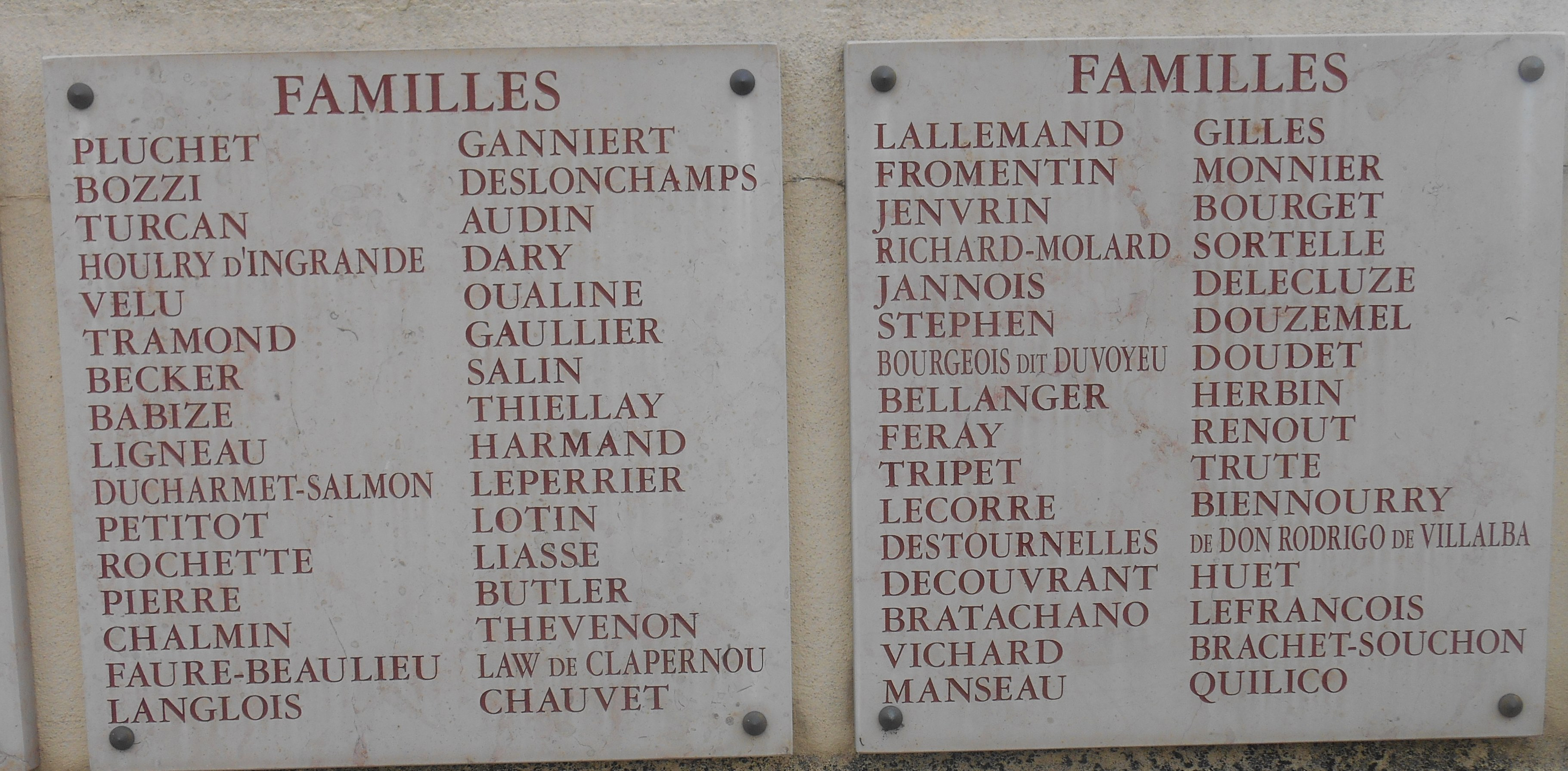
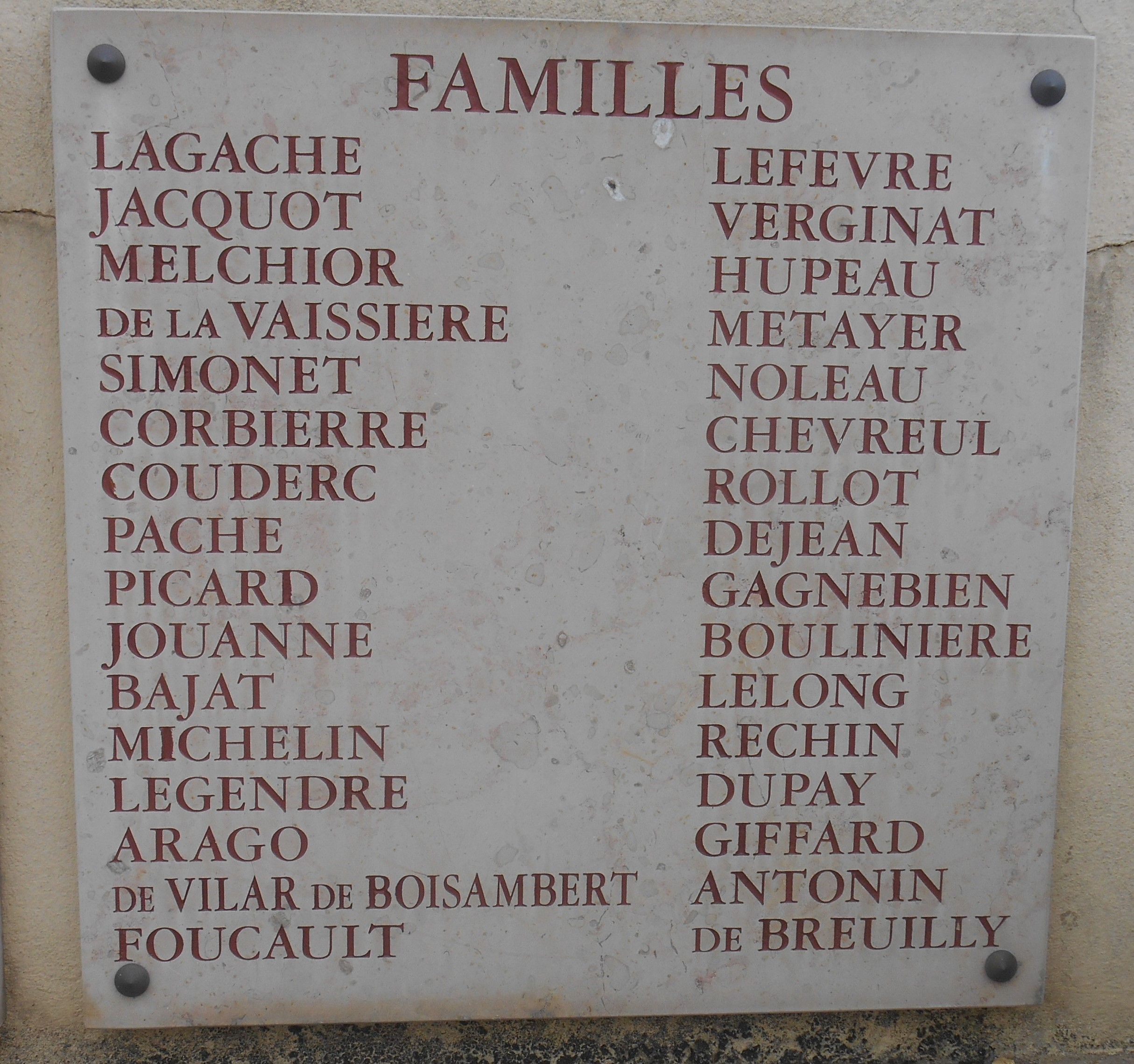